# London-Marathon 1991
| 11. London-Marathon    | 11. London-Marathon            |
| ---------------------- | ------------------------------ |
| Stadt                  | London, Vereinigtes Königreich |
| Datum                  | 21. April 1991                 |
| Distanz                | 42,195 Kilometer               |
| Sieger                 |                                |
| Männer                 | Jakow Tolstikow (2:09:17 h)    |
| Frauen                 | Rosa Mota (2:26:14 h)          |
| ← London-Marathon 1990 | London-Marathon 1992 →         |
| Website                | Offizielle Website             |

Der London-Marathon 1991 (offiziell: ADT London Marathon 1991) war die elfte Ausgabe der jährlich stattfindenden Laufveranstaltung in London, Vereinigtes Königreich. Der Marathon fand am 21. April 1991 statt.
Bei den Männern gewann Jakow Tolstikow in 2:09:17 h, bei den Frauen Rosa Mota in 2:26:14 h.

## Ergebnisse

### Männer
| Platz | Athlet            | Land                   | Zeit (h) |
| ----- | ----------------- | ---------------------- | -------- |
| 01    | Jakow Tolstikow   | Russland               | 2:09:17  |
| 02    | Manuel Matias     | Portugal               | 2:10:21  |
| 03    | Jan Huruk         | Polen                  | 2:10:21  |
| 04    | David Long        | Vereinigtes Königreich | 2:10:30  |
| 05    | Joaquim Pinheiro  | Portugal               | 2:10:38  |
| 06    | Alfredo Shahanga  | Tansania               | 2:11:20  |
| 07    | Stephen Brace     | Vereinigtes Königreich | 2:11:45  |
| 08    | Peter Maher       | Irland                 | 2:11:46  |
| 09    | Jean-Luc Assemat  | Frankreich             | 2:11:49  |
| 10    | Salvatore Bettiol | Italien                | 2:11:53  |

### Frauen
| Platz | Athletin              | Land               | Zeit (h) |
| ----- | --------------------- | ------------------ | -------- |
| 01    | Rosa Mota             | Portugal           | 2:26:14  |
| 02    | Francie Larrieu       | Vereinigte Staaten | 2:27:35  |
| 03    | Walentina Jegorowa    | Russland           | 2:28:18  |
| 04    | Katrin Dörre          | Deutschland        | 2:28:57  |
| 05    | Maria Rebelo          | Frankreich         | 2:29:04  |
| 06    | Renata Kokowska       | Polen              | 2:30:12  |
| 07    | Ramilja Boerangoelova | Russland           | 2:30:41  |
| 08    | Naomi Watanabe        | Japan              | 2:31:23  |
| 09    | Tatyana Zuyeva        | Moldau             | 2:31:23  |
| 10    | Anna Villani          | Italien            | 2:31:26  |